# کرسگان

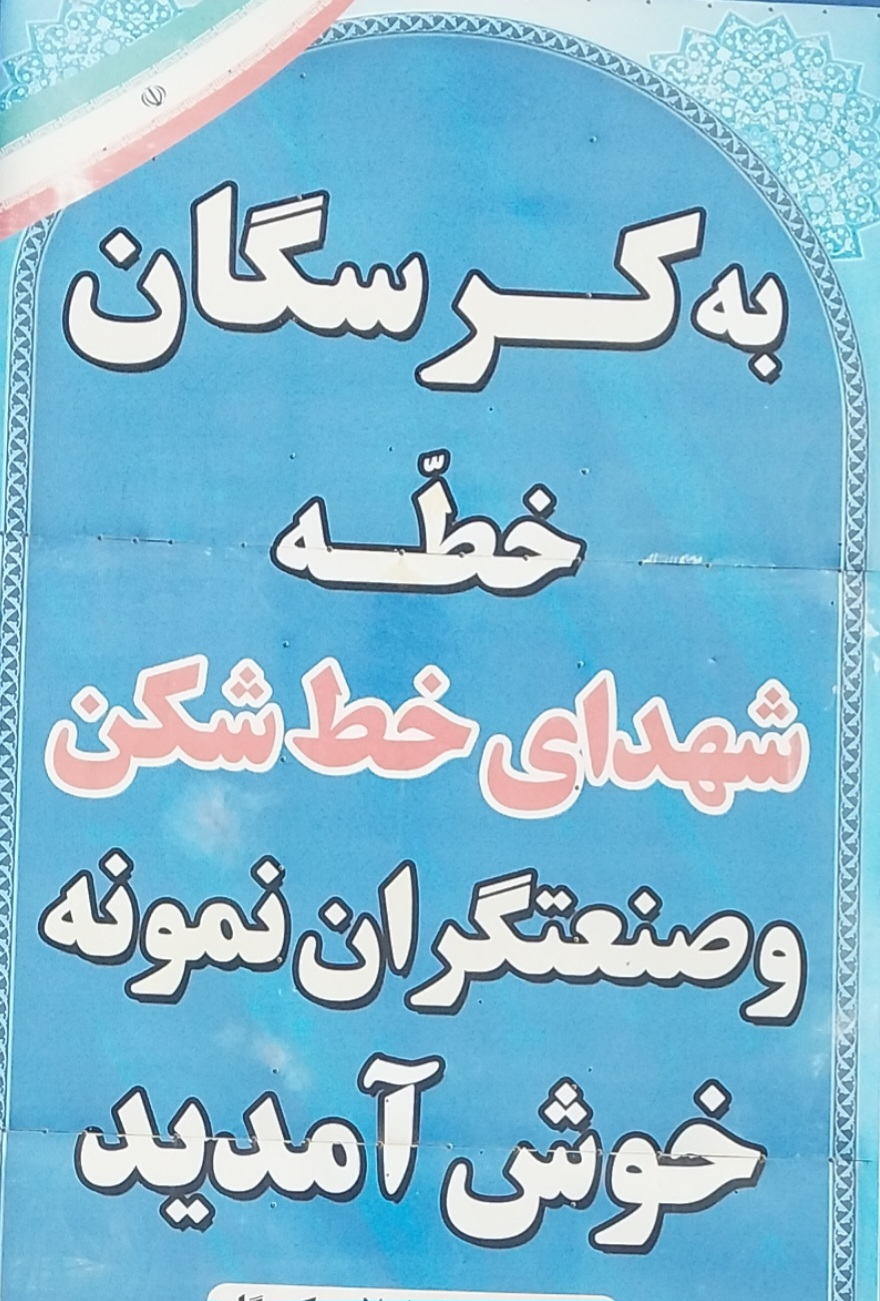

شهرک کرسگان (کَرَس= چمن زار) از توابع دهستان ابریشم بخش مرکزی شهرستان فلاورجان استان اصفهان است که درکنار شهرابریشم و محدوده منطقه ۱۳ شهرداری اصفهان قرار دارد.

## جمعیت
طبق سرشماری رسمی سال ۱۳۸۵ جمعیت آن ۳۸۳۹نفر می‌باشد.